# Mariam V. Agababjan
Mariam V. Agababjan (del idioma armenio Աղաբաբյան translitera : Agababian, Agababyan, Aghababian, Aghababyan) ( 1964) es una botánica armenia. Trabajó y exploró extensamente la región de Armenia., a través del "Instituto de Botánica", de la Academia Armenia de Ciencias.
- La abreviatura «M.V.Agab.» se emplea para indicar a Mariam V. Agababjan como autoridad en la descripción y clasificación científica de los vegetales.[6]